# Kumjenovići
Kumjenovići (Kumjanovići) su naseljeno mjesto u općini Foči-Ustikolini, Federacija BiH, BiH. Popisano je kao samostalno naselje na popisu 1961., a na kasnijim popisima ne pojavljuje se jer je 1962. skupa s Vojnićima pripojeno Jabuci (Sl.list NRBiH, br.47/62). Susjedna sela su Zabor, Lokve i Modro Polje.
Osim ovih Kumjenovića, postoje Kumjenovići u općini Foči u Republici Srpskoj, u susjedstvu sela Ostrmaka, Prevraća, Orahova, Šuljaka i Brusne, sjeverno od rijeke Ćehotine.

## Stanovništvo
| Narod     | Popis 1961. |
| --------- | ----------- |
| Hrvati    |             |
| Muslimani | 107         |
| Srbi      | 11          |
| ostali    | 2           |
| Ukupno    | 120         |